# Garth Risk Hallberg
Garth Risk Hallberg, född  1978 i Baton Rouge,  Louisiana, är en amerikansk författare och journalist som bor i New York. Risk Hallberg undervisar också i  kreativt skrivande på Sarah Lawrence College. 2015 publicerade Risk Hallberg romanen City on Fire, som utspelar sig under det stora strömavbrottet i New York 1977.